# Fundação Luso-Brasileira
A Fundação Luso-Brasileira é uma fundação lusófona, que tem como principal objetivo a promoção das relações lusófonos (países de língua portuguesa), organizando e apoiando iniciativas de caráter cultural, educativo, científico, empresarial e assistencial.
Estas ações concretizam-se mais em Portugal do que no Brasil, sendo desenvolvidas também nos restantes países e territórios oficiais de língua portuguesa.

## Pilares estratégicos
A Fundação é orientada com base em 3 pilares estratégicos apresentados a seguir: cultura, conhecimento e reconhecimento.

### Cultura
A Fundação Luso-Brasileira organiza anualmente um ciclo de "Encontros Luso–Brasileiros de Cultura", que aborda temas atuais de interesse cultural e acadêmico, assistenciado por especialistas de reconhecido mérito em várias áreas.
Destacam-se as Mostras de Cinema Brasileiro em Portugal e as Mostras de Cinema Português no Brasil, além das exposições de Artes Plásticas na sede da Fundação, em Lisboa. A par de projetos próprios, a Fundação Luso-Brasileira constitui um ponto de convergência de projetos culturais e outras iniciativas direcionadas para os territórios lusófonos, incluindo a atribuição de apoios.

### Conhecimento
O "Fórum Brasil" e o "Fórum Portugal" são eventos de atualização sobre a situação política, econômica e social dos respectivos países.
O Fórum Portugal tem lugar no Brasil, no primeiro semestre do ano e o Fórum Brasil decorre no segundo semestre do ano, em Portugal. Os observatórios de análise política e econômica de temas diversos, quer em Portugal, quer no Brasil, fazem parte da agenda da Fundação Luso-Brasileira. Na esfera acadêmica, a Fundação Luso-Brasileira participa no desenvolvimento de um suporte acadêmico na Internet sobre investimento e comércio luso-brasileiro. É promovido igualmente um Programa de Apoio ao Intercâmbio Científico para as deslocações entre Portugal e Brasil de investigadores e professores.

### Reconhecimento
O "Prêmio Fundação Luso-Brasileira" é um prêmio que visa distinguir entidades e indivíduos dos países de língua oficial portuguesa, que pelo mérito da sua atividade mereçam um especial relevo. É atribuído anualmente nas categorias de Política e Responsabilidade Social, Cultura e Ciência, Atividade Empresarial e Revelação, num evento transmitido televisivamente.

## Estrutura
A Fundação Luso-Brasileira, declarada de utilidade pública com sede em Lisboa, é composta por três órgãos: Conselho de Administração, Conselho de Curadores e Conselho Fiscal.